# قائمة المدارس الدينية في النجف الأشرف
المدارس الدينية في النجف، هي مجموعة من المدارس والجامعات والمراكز الدينية التي يُدرس بها العلوم الشرعية للشيعة الاثنا عشرية، كالعقيدة والفقه والتفسير والحديث، إضافة إلى علوم القرآن وعلوم اللغة العربية وعلوم الأصول، ويتخرج منها علماء الدين الشيعة، وتُشرف عليها المرجعية الدينية في مدينة النجف أكبر مدن الشيعية في العالم، ويطلق على هذه الأماكن جميعها اسم حوزة النجف.

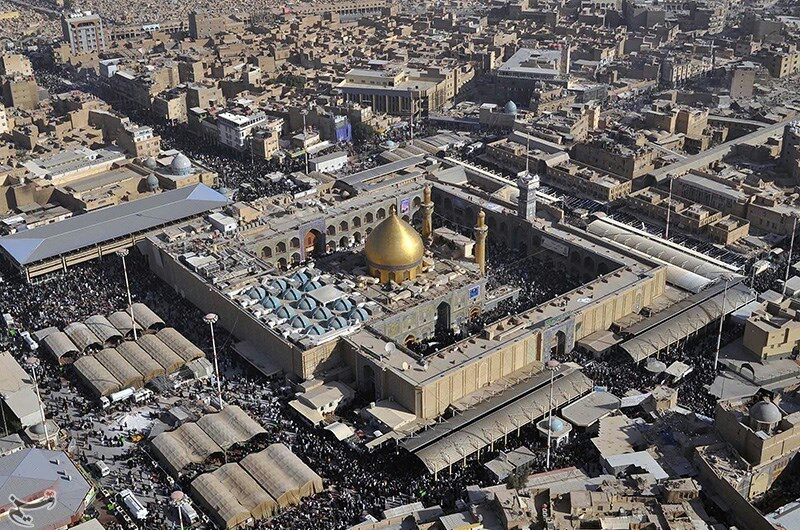
صورة جوية لمرقد الإمام علي الذي يمثل نواة المدينة والحوزة.

## قائمة المدارس
توجد العديد من المدارس الدينية الحديثة والقديمة في حوزة النجف بعضها هُدم وبعضها مازالت عامرة وأبرزها:

| تسلسل | اسم المدرســـــة                       | العنوان                                    | المؤسس                            | الحالة                          |
| ----- | -------------------------------------- | ------------------------------------------ | --------------------------------- | ------------------------------- |
| 1     | مسجد الطوسي                            | قرب مرقد الإمام علي                        | الشيخ الطوسي (على وصيته)          | مسجد، مدرسة                     |
| 2     | مدرسة المرتضوية                        | محلة المشراق                               | ميرزا عبد الرحيم بادكوبة          | مدرسة مشيدة                     |
| 3     | مدرسة المقداد السيوري (مدرسة السليمية) | محلة المشراق                               | جمال الدين المقداد السيوري        | مدرسة مشيدة                     |
| 4     | مدرسة الملا شيخ عبد الله               | طرف المشراق                                | عبد الله اليزدي                   | مدرسة مشيدة                     |
| 5     | مدرسة الغروية                          | جهة الشمالية الشرقية من العتبة العلوية     | شاه عباس الصفوي                   | مدرسة مشيدة، متحف               |
| 6     | مدرسة الصحن الكبرى                     | طرف العمارة                                | صفي الصفوي                        | مدرسة مشيدة، مقبرة              |
| 7     | مدرسة الصدر الأعظم                     | السوق الكبير                               | محمد حسين الأصفهاني               | مدرسة مشيدة                     |
| 8     | مدرسة المعتمد (مدرسة ال كاشف الغطاء)   | محلة العمارة                               | معتمد الدولة                      | مدرسة مشيدة، مكتبة              |
| 9     | مدرسة الشيخ مهدي                       | محلة المشراق                               | مهدي كاشف الغطاء                  | مدرسة مشيدة                     |
| 10    | مدرسة القوام                           | محلة المشراق                               | قوام الملك فتح علي شاه            | مدرسة مشيدة                     |
| 11    | مدرسة الأيرواني                        | محلة العمارة                               | مهدي الأيرواني                    | مدرسة مشيدة                     |
| 12    | مدرسة القزويني                         | محلة العمارة                               | محمد اغا الامين القزويني          | مدرسة مشيدة، مسكن               |
| 13    | مدرسة البادكوبي                        | شارع زين العابدين                          | حاج نقي البادكوبي                 | مدرسة مشيدة                     |
| 14    | مدرسة الهندي                           | محلة المشراق                               | المحسن ناصر علي خان               | مدرسة مشيدة، مسكن               |
| 15    | مدرسة الشربياني                        | محلة الحويش                                | فاضل الشربياني                    | مدرسة مشيدة                     |
| 16    | مدرسة الحاج ميرزا الخليلي الكبيرة      | محلة العمارة                               | ميرزا حسين خليل الطهراني          | هُدمت                            |
| 17    | مدرسة الحاج ميرزا الخليلي الصغيرة      | محلة العمارة                               | محمد علي خان الكركاني             | هُدمت                            |
| 18    | مدرسة الاخوند الخراساني الكبرى         | محلة الحويش                                | محمد كاظم الخراساني               | مدرسة مشيدة، مكتبة              |
| 19    | مدرسة الاخوند الخراساني الوسطى         | محلة البراق                                | محمد كاظم الخراساني               | مدرسة مشيدة                     |
| 20    | مدرسة الاخوند الخراساني الصغيرة        | محلة البراق                                | محمد كاظم الخراساني               | مدرسة مشيدة                     |
| 21    | مدرسة البيخاري                         | محلة الحويش                                | محمد يوسف البخارائي               | مدرسة مشيدة                     |
| 22    | مدرسة سيد كاظم اليزدي الكبرى           | زاوية الشمالية الغربية من العتبة العلوية   | محمد كاظم اليزدي                  | مدرسة مشيدة                     |
| 23    | مدرسة سيد كاظم اليزدي الثانية          | محلة العمارة                               | محمد كاظم اليزدي                  | هُدمت                            |
| 24    | مدرسة الميرزا حسن الشيرازي             | جوار باب الطوسي                            | محمد حسن الشيرازي                 | مدرسة مشيدة، مقبرة              |
| 25    | مدرسة عبد الله الشيرازي                | الجديدات                                   | عبد الله الشيرازي                 | مدرسة مشيدة، مسكن               |
| 26    | مدرسة الطاهرية                         | شارع الرسول                                | سيد عبد الله الشيرازي             | مدرسة مشيدة، مسكن               |
| 27    | مدرسة العاملية                         | خان المخضر                                 | جّلة علماء من لبنان                | مدرسة مشيدة، مسكن               |
| 28    | مدرسة سيد البروجردي الكبرى             | شرق العتبة العلوية                         | حسين البروجردي                    | مدرسة مشيدة، مكتبة              |
| 29    | مدرسة سيد البروجردي الصغيرة            | سوق العمارة                                | حسين البروجردي                    | مدرسة مشيدة                     |
| 30    | مدرسة الشبرية                          | محلة البراق                                | سيد علي الشبر                     | مدرسة مشيدة                     |
| 31    | مدرسة البهبهاني                        | محلة العمارة                               | أحد التجار الكويتيين              | مدرسة مشيدة، مسكن               |
| 32    | جامعة النجف الدينية                    | حي السعد                                   | محمد تقي اتفاق، محمد موسوي كلانتر | جامعة دينية                     |
| 33    | مدرسة الأفغانيين                       | خلف حديقة غازي                             | حسن الأفغاني                      | مدرسة مشيدة                     |
| 34    | مدرسة الحكيم (دار الحكمة)              | ساحة المشراق (سابقا)، ساحة الصدرين (حاليا) | محسن الحكيم                       | جامعة دينية (هدمت وأعيد بنائها) |
| 35    | مدرسة الخوئي (دار العلم)               | شارع الصادق، شارع زين العابدين             | أبو القاسم الخوئي                 | هدمت وتم تجديدها                |
| 36    | مدرسة الكلباسي                         | محلة العمارة                               | محمد علي الكلباسي                 | مدرسة مشيدة                     |
| 37    | مدرسة الجوهرجي                         | محلة المناخة                               | محمد صالح الجوهرجي                | مسجد، مدرسة، حسينية             |
| 38    | مدرسة الرحباوي                         | محلة الجديدة                               | عباس محسن ناجي الرحباوي           | جامع، مدرسة، حسينية             |
| 39    | مدرسة البغدادي                         | شارع أبو صخير                              | عبد العزيز البغدادي               | مدرسة مشيدة                     |
| 40    | مدرسة الهنود                           | شارع أبو صخير                              | محسن الحكيم                       | غير معروف                       |
| 41    | مدرسة الأزرية                          | خان المخضر                                 | عبد الأمير الأزري                 | مدرسة، مقبرة                    |
| 42    | جامعة الإمام المهدي                    | خان المخضر                                 | صدر الدين القبانجي                | جامعة دينية                     |
| 43    | جامعة الصدر الدينية                    | ساحة إمام الحسين                           | محمد صادق الصدر                   | جامعة دينية                     |
| 44    | مدرسة العلامة البلاغي                  | محلة الحويش                                | علي السيستاني                     | مدرسة، مرصد فلكي                |
| 45    | المدرسة العلوية                        | المجمع العلوي                              | علي السيستاني                     | مدرسة                           |